# Епархия Ньюндо
Епархия Ньюндо (лат. Dioecesis Nyundoënsis) — епархия Римско-Католической церкви с центром в городе Ньюндо, Руанда. Епархия Ньюндо входит в митрополию Кигали.

## История
14 февраля 1952 года Римский папа Пий XII издал буллу «Ut in Vicariatu», которой учредил апостольский викариат Ньюндо, выделив его из апостольского викариата Руанды (сегодня — Епархия Кабгайи).
10 ноября 1959 года Римский папа Иоанн XXIII издал буллу «Cum parvulum», которой преобразовал апостольский викариат Ньюндо в епархию.
20 декабря 1960 года и 5 ноября 1981 года епархия Ньюндо передала часть своей территории для возведения новых епархий Рухенгери и Чьянгугу.

## Ординарии епархии
- епископ Aloys Bigirumwami (14.02.1952 — 17.12.1973);
- епископ Винсент Нсенгиюмва (17.12.1973 — 10.04.1976) — назначен архиепископом Кигали;
- епископ Wenceslas Kalibushi (9.12.1976 — 2.01.1997);
- епископ Alexis Habiyambere S.J.[1] (2.01.1997 — по настоящее время).

## Источник
- Annuario Pontificio, Libreria Editrice Vaticana, Città del Vaticano, 2003, ISBN 88-209-7422-3
- Булла Ut in Vicariatu, AAS 44 (1952), стр. 571 (лат.)
- Булла Cum parvulum, AAS 52 (1960), стр. 372 (лат.)